# NGC 1989
NGC 1989 (również PGC 17464) – galaktyka eliptyczna (E-S0), znajdująca się w gwiazdozbiorze Gołębia. Odkrył ją John Herschel 28 stycznia 1835 roku.